# アメリカのドイツ語
アメリカドイツ語（英語: American German, ドイツ語: Amerikanische Deutsch）とは、アメリカ人が用いるアメリカ英語の影響を受けたドイツ語。

## 概要
使用するグループは主にゲルマンドイツ系アメリカ人およびペンシルベニア・ダッチ（アーミッシュなど）を中心として、高地ドイツ語に属する中部ドイツ語や上部ドイツ語（ペンシルベニアドイツ語など）および低地ドイツ語に属する低ザクセン語、低地フランク語の系統など様々である（または、ドイツ化した西スラヴ系のソルブ人のソルブ語とカシューブ人のカシューブ語も含まれる）。
まれに、ドイツ各地に駐留しているアメリカ軍兵士や、ドイツ語初心のアメリカ人学習者にもみられる。

## 特徴
- 英語の音素が現れる
- 抑揚が強い
- 枠構造がなく文末に来る動詞も前に来る
- 口語では過去形と同じ意味の完了形（haben＋過去分詞）を現在形のように用いる
- ウムラウト記号を無視する（パソコンのキーボードに字が無いため）
- 名詞の頭の大文字書きをしない
- 英語の慣用句をそのままドイツ語の単語に置き換える

| 言語                             | 例                                              |
| -------------------------------- | ----------------------------------------------- |
| 英語                             | I am going to the store.                        |
| 進行形を使っている               | Ich bin gehen zum laden.                        |
| ドイツ語                         | Ich gehe zum Laden.                             |
|                                  |                                                 |
|                                  |                                                 |
| 英語                             | I bought the car.                               |
| gekauft が habe の直後に来ている | Ich kaufte das auto. Ich habe gekauft das auto. |
| ドイツ語                         | Ich habe das Auto gekauft.                      |
|                                  |                                                 |
| 英語                             | I have a cat named 'Fuzzy'.                     |
| katze の k が小文字              | Ich habe eine katze namens 'Fuzzy'.             |
| ドイツ語                         | Ich habe eine Katze namens 'Fuzzy'.             |
|                                  |                                                 |
|                                  |                                                 |
| 英語                             | I am a citizen of the European Union.           |
| 2格を使わずに von を使う         | Ich bin ein bürger von der Europaisch Bund.     |
| ドイツ語                         | Ich bin ein Bürger der Europäischen Union.      |